# Fusilamientos de Heredia
Los fusilamientos de Heredia constituyen un episodio de la primera guerra carlista en que las tropas absolutistas al mando de Zumalacárregui asesinaron a 118 prisioneros enemigos que habían rendido sus armas.

## Antecedentes
Al recibir el coronel Tomás de Zumalacárregui el mando de las tropas carlistas navarras durante la primera guerra carlista (noviembre de 1833), encontró una tropa muy mal equipada, formada por unos 2500 hombres organizados en cuatro batallones.
La falta de armas y municiones hizo que Zumalacárregui comenzase realizando operaciones contra el ejército liberal con el único fin de obtener como botín armas y municiones.
Siguiendo esta pauta, partiendo de la escasa guarnición de Vitoria y pensando encontrar entre sus componentes individuos afines a su causa, decidió atacar la ciudad.
Las tropas de Vitoria estaban bajo el mando del general Joaquín de Osma, comandante general de las provincias vascongadas. La componían 750 soldados de infantería y 136 de caballería.

### Los Celadores de Álava
En diciembre de 1833 se había creado en Vitoria un cuerpo franco con el nombre de Celadores de Álava. Su misión consistía en mantener el orden en los pueblos de Álava que vivían bajo el peligro constante que suponía la presencia de Zumalacárregui y su cuerpo de aduaneros. El día del ataque contra Vitoria los celadores se encontraban acuartelados en Gamarra Mayor, pequeña localidad situada a 4 kilómetros al norte de la capital alavesa.

### El ataque
Zumalacárregui se acercó, al amanecer el 16 de marzo de 1834 y viniendo desde Navarra a Vitoria, donde se le unieron los batallones carlistas alaveses. Disponía de unos tres mil hombres. Envió contra los Celadores de Álava un escuadrón de caballería y dos compañías de infantería a Gamarra.
Con el resto de sus recursos inició el ataque por las cuatro puertas de la ciudad. Los "adictos" que esperaba le ayudasen desde el interior de la ciudad aparentemente no existían, porque los carlistas no recibieron ninguna ayuda de su parte. El ataque carlista fracasó, debiendo retroceder con grandes bajas. Un texto contemporáneo informa: "se ha dado sepultura a unos cuarenta cadáveres facciosos".

## Los fusilamientos
Los aproximadamente 200 celadores de Álava ofrecieron fuerte resistencia, pero, abandonados por su comandante y oficiales y con más de treinta bajas, se rindieron bajo la promesa de que sus vidas serían respetadas. Los prisioneros fueron conducidos a Heredia en una marcha de 25 kilómetros hacia el este.
Al enterarse Zumalacárregui (que se retiraba hacia Navarra) de esta circunstancia, ordenó que fuesen puestos en capilla y fusilados al día siguiente. El comandante alavés Bruno Villarreal trató vanamente de exponer al jefe carlista "las tristes consecuencias que ocasionaría tan terrible orden".
El caudillo carlista, sin embargo, se mostró inflexible. Aún consiguió Villarreal, a espaldas de Zumalacárregui, que dos de los celadores presos, conocidos suyos, fuesen ocultados y salvasen la vida, pero con los restantes se ejecutó la orden. El general carlista José Ignacio de Uranga anotó, escueto como siempre, en su diario: "Día 17. Permanecimos en Heredia donde se fusilaron 118 peseteros".

### Opiniones y motivos
El historiador Antonio Pirala escribe: "El inmolarlos (a los celadores) fue un acto de inhumana crueldad, la horrible satisfacción de una venganza a la que no se entrega el que quiere aparecer como un héroe, como un genio. Dejó de ser héroe para ser hombre; desoyó la razón para oír las pasiones y arrojó sobre su frente una mancha de sangre que empañaba el brillo de su gloria y que sobre todo, nada hacía necesaria".
John Francis Bacon, cónsul británico de Bilbao, describe de este modo los motivos que impulsaron a Zumalacárregui a ordenar los fusilamientos de Heredia: "Fue guiado sin duda a determinación tan atroz por miras políticas; opinó le era necesario preservar a los suyos, difundiendo el terror en sus contrarios; porque es incuestionable que en las guerras civiles y revoluciones, alcanzan mayor respeto y atenciones aquellos que se deciden por medidas sanguinarias".

## Hechos posteriores
En su carrera al mando de las tropas carlistas, Zumalacárregui continuó empleando estas tácticas de terror. Así, quemó las iglesias en las que se habían refugiado los defensores de Cenicero en La Rioja y Villafranca en Navarra. Desistió de su empleo cuando firmó al año siguiente el Convenio Lord Eliot.